# Monilaria moniliformis
Monilaria moniliformis är en isörtsväxtart som först beskrevs av Carl Peter Thunberg, och fick sitt nu gällande namn av Ihlenf. och Joergens. Monilaria moniliformis ingår i släktet Monilaria och familjen isörtsväxter. Inga underarter finns listade i Catalogue of Life.